# KV Sint-Gillis
KV Sint-Gillis is een Belgische voetbalclub uit Sint-Gillis-bij-Dendermonde, deelgemeente van Dendermonde. De club is aangesloten bij de KBVB met stamnummer 4262 en heeft rood en wit als kleuren. KV Sint-Gillis speelt in de provinciale reeksen

## Geschiedenis
De club sloot zich na de Tweede Wereldoorlog aan bij de Belgische Voetbalbond. Men bleef er de rest van de eeuw in de provinciale reeksen spelen.
Als Eendracht Sint-Gillis-bij-Dendermonde speelde de club op het eind van de jaren 90 in Derde Provinciale, maar met wisselende resultaten. In 1998 zakte men voor één seizoen even naar Vierde en ook in 2002 zakte men naar het laagste niveau. In 1999 waren al twee andere clubs uit Sint-Gillis-bij-Dendermonde, Racing Boonwijk en FC Lutterzele, al samengegaan tot Verbroedering Boonwijk-Lutterzele. Die club was bij KBVB actief onder stamnummer 4734 en speelde in de provinciale reeksen vaak naast Eendracht Sint-Gillis-bij-Dendermonde. 
In 2003 gingen Eendracht Sint-Gillis-bij-Dendermonde en Verbroedering Boonwijk-Lutterzele uiteindelijk ook samen. Zo ontstond een grote fusieclub in Sint-Gillis-bij-Dendermonde, die verder speelde als Koninklijke Voetbalclubs Sint-Gillis onder stamnummer 4467.
Door overname van 2de Provincialer SK Lebeke-Aalst, nam KV Sint-Gillis in 2017 het nieuwe stamnummer 4262 over, en startte het seizoen 2017-2018 in 2de Provinciale.
In het Seizoen 2024-2025 speelde de 3de Provencialer Kampioen met maar liefst 82 punten op 90 zonder te verliezen.   